# Rutherfurd (cráter)

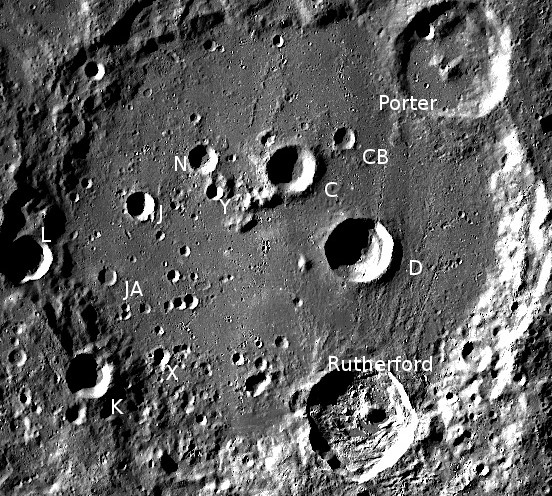
Entorno de Rutherfurd (fotografía de la misión LRO)

Rutherfurd  es un cráter de impacto lunar ubicado íntegramente en el borde sur del cráter Clavius, mucho más grande. El cráter Porter se encuentra al norte-noreste de Rutherfurd, en el borde noreste de Clavius. Rutherfurd es el miembro más grande de la cadena de cráteres de tamaño decreciente, que con forma de arco se curva a través del suelo de Clavius. Los cráteres de esta cadena no parecen tener la misma edad, por lo que esta formación es probablemente más atribuible al azar que a una causa natural específica.
|  |

Rutherfurd posee una forma ligeramente ovalada, con el eje largo orientado aproximadamente en dirección norte-sur. Las rampas exteriores de su lado norte forman una serie de crestas que irradian sobre el suelo de Clavius. El borde se superpone a la pared interior de Clavius, y por lo tanto el borde de Rutherfurd es más alto sobre la superficie en los lados norte y oeste. El suelo es de forma irregular, y presenta un pico central desplazado en cierta medida al noreste. El patrón del material expulsado, de forma oblonga, y la ubicación del pico central indican que el impacto inicial pudo haberse producido en un ángulo rasante desde el sudeste. Debido a su sistema de marcas radiales, Rutherfurd se clasifica como parte del Período Copernicano.
El cráter debe su nombre al astrofotógrafo Lewis Morris Rutherfurd, que tomó las primeras fotografías telescópicas de la luna.

## Cráteres satélite
Por convención estos elementos se identifican en los mapas lunares colocando la letra en el lado del punto central del cráter más cercano a Rutherfurd.
|            | \| Rutherfurd \| Coordenadas \| Diámetro \| \| ---------- \| ------------------------------ \| -------- \| \| A \| 62°12′S 11°54′O / -62.2, -11.9 \| 10 km \| \| B \| 62°36′S 11°24′O / -62.6, -11.4 \| 6 km \| \| C \| 62°30′S 10°42′O / -62.5, -10.7 \| 14 km \| \| D \| 63°12′S 8°48′O / -63.2, -8.8 \| 8 km \| \| E \| 62°48′S 8°18′O / -62.8, -8.3 \| 9 km \| |          |
| Rutherfurd | Coordenadas | Diámetro |
| A          | 62°12′S 11°54′O / -62.2, -11.9 | 10 km    |
| B          | 62°36′S 11°24′O / -62.6, -11.4 | 6 km     |
| C          | 62°30′S 10°42′O / -62.5, -10.7 | 14 km    |
| D          | 63°12′S 8°48′O / -63.2, -8.8 | 8 km     |
| E          | 62°48′S 8°18′O / -62.8, -8.3 | 9 km     |